# Instituto Nacional de Salud del Niño
El Instituto Nacional de Salud del Niño (INSN), antiguo Hospital del Niño, es un centro de salud pública, de alto nivel de complejidad médica, ubicado en el distrito de Breña, en la ciudad de Lima, capital del Perú. Donde es considerado como la primera institución pediátrica de referencia. Pertenece al sistema de salud del Minsa. 

## Historia
El Hospital del Niño fue inaugurado el 1 de noviembre de 1929, como «Hospital Julia Swayne de Leguía», nombre de la esposa del entonces presidente de la república, Augusto B. Leguía. Fue la culminación exitosa de una gestión que seis años antes iniciara la presidenta de la Sociedad Auxiliadora de la Infancia, Juana Alarco de Dammert, conocida como la Abuelita de los Niños. Ella fue quien gestionó y obtuvo de la Sociedad de Beneficencia Pública de Lima, la cesión de un terreno de 11 872 m², en la avenida Brasil, entonces avenida de la Magdalena, donde venía funcionando la Clínica Pasteur, anteriormente llamada Larré. Los fondos para su construcción y funcionamiento fueron proporcionados por donantes particulares, así como a lo obtenido gracias a una ley que creó un impuesto a las bebidas alcohólicas y fermentadas.
Su construcción  comenzó en 1924, bajo la supervisión administrativa y económica del Comité Directivo de la Sociedad Auxiliadora de la Infancia y la responsabilidad técnica de una comisión presidida por el director general de Salubridad del Ministerio de Fomento y Obras Públicas, doctor Sebastián Lorente. E integrada por los doctores Francisco Graña y Gonzalo Carbajal, la que debía estudiar los planos de distribución de cada una de las secciones. El costo de la construcción fue de 171 806.00 libras peruanas.
El 2 de enero de 1930, inició su funcionamiento solo con consultorios externos. Durante el primer día se atendió únicamente a siete pacientes, cobrándose por cada consulta cincuenta centavos. Meses después, en abril de 1930, empezó a funcionar también la hospitalización para pacientes quirúrgicos, al inaugurarse el pabellón n° 4, con 20 camas.
El primer director del hospital fue el doctor Carlos Krundieck, destacado pediatra y maestro universitario, quien, tras la caída del presidente Leguía, fue reemplazado, en noviembre de 1930, por el doctor Eduardo Goycochea, bajo cuya gestión se amplió la atención en hospitalización a las áreas de Medicina con los pabellones 1 y 2, de 24 camas cada uno. Para inicios de 1931 ya contaba con 150 niños hospitalizados.
En 1939 se inauguraron dos pabellones, el de tuberculosos y el de infectocontagiados, aumentándose el número de camas a trescientos cincuenta, y el de doctores de veinticinco a sesenta. Ese mismo año se empezó a editar la revista del Hospital del Niño.
Durante la gestión del doctor Gilberto Morey Sotomayor (1950-1968), la más prolongada de la historia del hospital, se aumentó el número de camas a quinientos, se incorporaron nuevas especialidades médicas, se adquirió moderno instrumental y se amplió la infraestructura física con la construcción de un monoblock de ocho pisos.
Por resolución ministerial del 24 de mayo de 1983, se cambió su nombre por el de Instituto Nacional de Salud del Niño, lo que implicaba una orientación hacia la investigación científica y tecnológica, además de su función asistencial.

## Nuevo Instituto Nacional de Salud del Niño deSan Borja
| Instituto Nacional de Salud del Niño de San Borja | Instituto Nacional de Salud del Niño de San Borja |
| Minsa                                             | Minsa                                             |
| ------------------------------------------------- | ------------------------------------------------- |
| Localización                                      | Avenida Javier Prado Este 3101, San Borja, Lima   |
| Fundación                                         | 24 de junio del 2013                              |
| Gestor                                            | Alan García                                       |
| Fundadores                                        | Ollanta Humala Tasso, Midori de Habich            |
| Clasificación                                     | Instituto especializado (categoría III-2)         |
| Red de Salud                                      | DIRIS Lima Centro                                 |
| Camas                                             | 306                                               |
| Contacto                                          |                                                   |
| Teléfono                                          | 230 0600                                          |
| Sitio web                                         | www.insnsb.gob.pe                                 |

Tras la saturación, falta de espacio y por la población hospitalaria creciente, en 2013, se inauguró una nueva sede del Instituto de Salud del Niño en el distrito de San Borja, al sur del centro de la ciudad de Lima. Este nuevo centro fue inicialmente ideado por Alan García para su fundación durante su segundo mandato; sin embargo, por retrasos fue inaugurado por el entonces presidente, Ollanta Humala.
El nuevo Instituto Nacional de Salud del Niño de San Borja es un centro hospitalario pediátrico quirúrgico y especializado de alta complejidad que atiende niños, adolescentes y menores referidos de otros hospitales a nivel nacional. Asimismo, cuenta con tecnología de punta para desarrollar actividades de telemedicina, como también teleducación y telegestión, lo cual lo convertirá en el primer hospital en vía a la digitalización en el Perú.